# Bloodshot
Bloodshot, также известная под названием Battle Frenzy (с англ. — «Боевое безумие»), — видеоигра в жанре шутера от первого лица, разработанная студией Domark и изданная компанией Acclaim Entertainment для игровых приставок Mega Drive/Genesis и Sega Mega-CD 1 июня 1994 года. Эта игра одна из немногих представительниц данного жанра для консоли Sega.

## Игровой процесс

Кадр из игры

В своём графическом исполнении Bloodshot несколько уступала своему более успешному аналогу Zero Tolerance, выпущенному для Sega в том же году. Однако, несмотря на это, она имела ряд характерных преимуществ. Основным преимуществом игры был более доступный режим коллективной игры. Чтобы поиграть вдвоём в Zero Tolerance, требовалось две приставки, два картриджа, два телевизора и специальный соединительный кабель. Bloodshot же располагал качественным режимом split screen, и позволял игрокам играть вдвоём на одном телевизоре, как в кооперативном режиме, так и в бое «на смерть».
Концепция геймплея аналогична Doom. Игроки движутся по лабиринту, собирая оружие, бонусы и ключи. При этом уничтожают различных врагов и боссов. Ключей так же несколько видов, каждый из которых подходит к определённому типу дверей. Встречаются и секретные комнаты, которые можно обнаружить случайно. Так же здесь присутствуют традиционные бочки, взрыв которых несёт повреждение игрокам, или монстрам, находящимся поблизости. Основная отличительная черта игры — это необходимость за ограниченное время возвращаться к исходной точке после уничтожения каждого босса. При этом свет на уровне выключается, и игроку приходится добираться почти на ощупь. Игра состоит из двенадцати основных уровней и трёх дополнительных, для боёв друг против друга. Дизайн довольно прост и однообразен. В игре присутствует также система «бонусов» — набор оружия и полезных предметов. Если игрок уничтожает трёх противников, не получив при этом повреждений, ему выдаётся бонус. Бонусы выдаются в определённой последовательности.

## Сюжет
События игры разворачиваются в 2049 году, когда Лунную колонию вдруг уничтожает инопланетный крейсер. Земной флот Федерации тут же отправляет несколько боевых кораблей, которые останавливают пришельца на подступах к Земле, но всё оказалось не так-то просто. Разведка показала, что корабль чужих необитаем, а управляется роботами. К тому же, он несёт на себе такое количество бомб, взрыв которых сравним разве что со взрывом сверхновой звезды. Для того, чтобы нейтрализовать корабль-камикадзе, необходимо поочерёдно разрушить плазменные ноды — энергетические блоки, питающие корабль. Разумеется, они отлично охраняются роботами-стражами, да и сами вооружены отменно. Для подавления сопротивления и уничтожения модулей, на корабль пришельцев отправляется команда искусственно созданных бойцов, напрочь лишённых чувства страха. Боль делает их ещё агрессивнее и беспощаднее. Проект получил кодовое название «Blood Shot».

## Оценки и мнения
Оценки игры критиками были в основном средними. Журналы GamePro и Video Games оценили её в 3,5 баллов из 5 и 50 баллов из 100 соответственно. Рецензенты сайта The Video Game Critic поставили игре оценку D. При этом игра была названа «одной из лучших FPS на консоли Sega». Среди достоинств были выделены интересный геймплей, среди недостатков — отсутствие системы паролей для уровней.